# 天主教弗洛雷斯塔教区
天主教弗洛雷斯塔教區（拉丁語：Dioecesis Florestensis），是巴西一個天主教教區，位於伯南布哥州中南部，屬奧林達暨累西腓總教區。
1966年12月5日設教區，1918年8月2日教座遷至佩斯凱拉。1964年2月15日恢復。
2010年有教友246,658人，佔總人口99.7%。有十一個堂區、司鐸廿二人。現任教區主教為嘉俾厄爾·馬凱斯。